# Сойомбо (символ)

Сойомбо (від санскр. swayambhu — «самозароджений», писем. монг. soyombu, soyongbu) — стародавній комплексний символ, висхідний до індо-буддійської спадщини. Він був популяризований у Монголії одним із найзначніших історичних діячів країни, Дзанабадзаром в XVII столітті і з тих пір сприймався як символ монгольського народу. Дзанабадзар також ввів цей символ в винайдену ним писемність Сойомбо.
Сойомбо — це композиція у формі колони, в якій у схематичному вигляді представлена ідея походження й дій монгольського народу та держави. Символ включає в себе ряд знаків, що позначають цілі поняття; ці знаки читаються зверху вниз. Елементи Сойомбо в цьому випадку мають тлумачення, притаманне тільки Сойомбо як державному символу. Зокрема, два елементи, що складаються в коло в центрі емблеми, ніколи не трактуються як «Їнь і Ян», незважаючи на зовнішню схожість.
- Верх Сойомбо увінчаний знаком вогню, який для монголів традиційно означає світанок і відродження, а також продовження і розширення роду. Три язички полум'я уособлюють процвітання народу в трьох часах — минулому, сьогоденні й майбутньому.

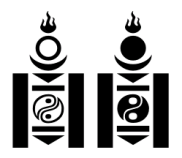
Сойомбо в двох варіантах, відомих як частина однойменної системи письма

- Нижче вогню на емблемі представлені сонце й місяць — стародавні тотеми монголів, що символізують світло і вічність. Старовинний переказ так говорить про це: «Народ монгольський, чий батько — молодий місяць, а мати — золоте сонце».
- В центрі Сойомбо зображений знак, схожий на «Інь і ян». Він трактується по-буддійськи: як «риби, що ніколи не змикають очей і служать символами пильності монгольського народу».
- Зверху та знизу до них примикають прямокутники, котрі наче виражають рівний степ, означають прямоту, чесність, відкритість, благородство й справедливість. Ці прямокутники рівнозначні заклику: «Нехай все, що вгорі та внизу, чесно служить народу».
- Два вертикальні прямокутники по боках від емблеми символізують фортечні стіни й візуалізують думку про те, що два товариші сильніші, ніж будь-які укріплення.
- Верхній і нижній трикутники — це бойові символи: на погляд монголів, повернене вниз вістря виступає як попереджувальний знак для ворогів зовнішніх (нижній трикутник) і внутрішніх (верхній трикутник).

Золотий колір Сойомбо — символ незмінності і сталості, а вся емблема в цілому є національним уособленням свободи і незалежності.
У роки Монгольської Народної Республіки (1924—1992) до описаного складу емблеми додавалася зверху п'ятипроменева «дороговказна» зірка.
Три верхніх символи Соембо — вогонь, сонце і місяць — є загальними також для державної та національної символіки бурятів Росії і монголів Внутрішньої Монголії.

## Галерея

Прапор Монголії
Прапор Бурятії
Прапор Агинського Бурятського автономного округу
Прапор Внутрішньо монгольської народної партії[en]
Прапор Ладакху